# مجلس وزراء الخارجية
كان مجلس وزراء الخارجية منظمة متفق عليها في مؤتمر بوتسدام عام 1945 وأعلن عنها في اتفاقية بوتسدام.
حدد اتفاق بوتسدام أن المجلس سيتألف من وزراء خارجية المملكة المتحدة واتحاد الجمهوريات الاشتراكية السوفياتية والصين وفرنسا والولايات المتحدة. وعادة ما تجتمع في لندن (في لانكستر هاوس ) وكان الاجتماع الأول سيعقد في موعد لا يتجاوز 1 سبتمبر 1945. وباعتباره المهمة الهامة العاجلة، فقد أُذن للمجلس بوضع معاهدات سلام مع إيطاليا ورومانيا وبلغاريا والمجر وفنلندا، واقتراح تسوية المسائل الإقليمية المعلقة بشأن إنهاء الحرب في أوروبا. كما يجب على المجلس إعداد تسوية سلمية لألمانيا لقبولها عند إنشاء «حكومة لهذا الغرض».

## قائمة الاجتماعات
| موقعك                   | تاريخ                      |
| ----------------------- | -------------------------- |
| لندن                    | 1945                       |
| موسكو                   | 1945 ، ديسمبر              |
| باريس                   | 1946                       |
| نيويورك                 | 1946 ، نوفمبر إلى ديسمبر   |
| موسكو                   | 1947 ، مارس - أبريل        |
| لندن                    | 1947 ، نوفمبر إلى ديسمبر   |
| باريس                   | 1948 ، سبتمبر              |
| باريس                   | 1949 ، مايو-يونيو          |
|                         |                            |
| برلين                   | 1954 ، من يناير إلى فبراير |
| جنيف                    | 1955                       |
| جنيف                    | 1959                       |
| المصدر: موسوعة كولومبيا |                            |

## موضوعات النقاش
التقى الوزراء مرتين في عام 1945: الأول في مؤتمر وزراء الخارجية في لندن ثم في ديسمبر في مؤتمر وزراء الخارجية في موسكو، وفي عام 1946 في مؤتمر وزراء الخارجية في باريس.
شاب في مؤتمر لندن نزاعًا بين الاتحاد السوفيتي والولايات المتحدة حول احتلال اليابان ولم يتحقق الكثير من الجوهر. كان مؤتمر موسكو أكثر إنتاجية. وافقت على إعداد معاهدات السلام مع إيطاليا ورومانيا وبلغاريا والمجر وفنلندا؛ إنشاء لجنة الشرق الأقصى المكونة من 11 عضواً ومجلس الحلفاء المكون من أربعة أعضاء لليابان. كما وافقت على إنشاء الأمم المتحدة لجنة لمراقبة الطاقة الذرية، بالإضافة إلى عدد من القضايا الأقل أهمية التي أثيرت بحلول نهاية الحرب العالمية الثانية. انضمت فرنسا إلى المجلس في عام 1946 وفي مؤتمر باريس تم الاتفاق على الصياغة النهائية لمعاهدات باريس للسلام لعام 1947. تم حل القضية المعلقة الخاصة بإقليم تريست الحر في اجتماع وزراء الخارجية بنيويورك في نوفمبر - ديسمبر 1946.
في عام 1947، التقى الوزراء مرتين أولاً في موسكو، في الربيع، ومرة أخرى في الخريف في لندن، ولكن بحلول هذا الوقت كانت الحرب الباردة تتقدم بسرعة وفشلوا في الاتفاق على معاهدة سلام لألمانيا والنمسا. لكنهم وافقوا على حل ولاية بروسيا الحرة.
في اجتماع في باريس في سبتمبر 1948 فشل الوزراء في الاتفاق على ما يجب القيام به مع المستعمرات الإيطالية السابقة. تم إحياء المجلس في عام 1949 واجتمع في باريس خلال شهري مايو ويونيو، حيث وافقوا على إنهاء الحصار السوفيتي على برلين، لكنهم فشلوا في الاتفاق على إعادة توحيد ألمانيا. انتهى اجتماع برلين عام 1954 إلى طريق مسدود، لكن في العام التالي في فيينا، اتفقوا على معاهدة سلام للنمسا ( معاهدة الدولة النمساوية).
اجتماعات وزراء الخارجية في جنيف، الأولى في قمة جنيف في يوليو 1955 ومرة أخرى بعد عام، فشلت في التوصل إلى اتفاق بشأن إعادة توحيد ألمانيا، أو الأمن الأوروبي ونزع السلاح. فشل الاجتماع الثالث عام 1959 مرة أخرى في التوصل إلى اتفاق بشأن ألمانيا. ستوافق القوى الغربية فقط على معاهدة سلام شاملة مع ألمانيا الموحدة في ظل حكومة ديمقراطية، وليس المعاهدات مع حكومات ألمانيا الشرقية والغربية. كما رفضوا الموافقة على اقتراح سوفيتي لتغيير وضع برلين من مدينة محتلة إلى مدينة منزوعة السلاح.
في عام 1971، وقع وزراء خارجية الدول الأربع على اتفاقية القوى الأربع في برلين (اعتبارًا من يونيو 1972). قامت بتنظيم العلاقات التجارية والسفر بين برلين الغربية وألمانيا الغربية وتهدف إلى تحسين الاتصالات بين برلين الشرقية وبرلين الغربية. لكن الاتحاد السوفيتي نص على أن برلين الغربية لن يتم دمجها في ألمانيا الغربية. أنتج ذلك الاجتماع أيضًا المعاهدة الأساسية (التي دخلت حيز التنفيذ في يونيو 1973) والتي اعترفت بدولتين ألمانيتين، وتعهد البلدان باحترام سيادة بعضهما البعض. وبموجب شروط المعاهدة، كان يتعين تبادل البعثات الدبلوماسية وإقامة علاقات تجارية وسياحية وثقافية واتصالات. بموجب الاتفاقية والمعاهدة، انضمت كلتا الدولتين الألمانيتين إلى الأمم المتحدة (سبتمبر 1973).
بعد سقوط حائط برلين، في 12 سبتمبر 1990، تم التوقيع على معاهدة التسوية النهائية فيما يتعلق بألمانيا من قبل القوى الأربع والحكومتين الألمانيتين، والتي كانت معاهدة السلام النهائية للحرب العالمية الثانية واستعادة السيادة الألمانية. وقد سمح هذا بإعادة توحيد ألمانيا في 3 تشرين الأول / أكتوبر 1990 وأصبح البلد الموحد يتمتع بالسيادة الكاملة مرة أخرى في 15 آذار / مارس 1991.